# Wentelteefje
 (février 2018).
Si vous disposez d'ouvrages ou d'articles de référence ou si vous connaissez des sites web de qualité traitant du thème abordé ici, merci de compléter l'article en donnant les références utiles à sa vérifiabilité et en les liant à la section « Notes et références ».
Wentelteefje (titre néerlandais) est une lithographie de M. C. Escher, imprimée pour la première fois en novembre 1951.

## Description et analyse
C'est le seul travail de M.C. Escher à être essentiellement composé d'un texte, lequel, écrit en néerlandais, décrit une espèce imaginaire dénommée Pedalternorotandomovens centroculatus articulosus, aussi connue sous le nom de “wentelteefje” ou “rolpens”. Le texte explique que cette créature est venue au monde en raison de l'absence dans la nature d'êtres capables de réaliser des roulades vers l'avant.
La créature est allongée, blindée et dotée de plusieurs articulations en kératine. Elle possède six pattes, chacune terminée par ce qui semble être un pied humain, et une tête en forme de disque avec un bec semblable à celui d'un perroquet et deux yeux proéminents de chaque côté.
Le mot wentelteefje signifie en néerlandais "pain perdu", de wentel, "renverser" ou "retourner". "Rolpens" est un plat fait avec des morceaux de viande enveloppés dans un rouleau, puis frits ou cuits au four. "Rolpens" peut aussi se rapprocher du néerlandais een pens signifie "ventre", souvent utilisé dans une expression équivalente à "bedaine de bière" (aujourd'hui rare en français).
Il y a une diagonale vide dans le texte contenant une illustration dépeignant étape par étape la roulade du wentelteefje. Cette créature apparaît dans deux autres tirages de M. C. Escher effectués plus tard le même mois, la Maison aux Escaliers et la Maison aux Escaliers II.

## Traduction et analyse du texte
Le texte, en néerlandais, se traduit comme suit :

Le Pedalternorotandomovens Centroculatus Articulosus (wentelteefje) est venu au monde (génération spontanée) en raison de l'absence, dans la nature, de créatures capables de se déplacer en s'enroulant sur elles-mêmes. La 'bestiole' qui accompagne la présente description, dénommée par le commun des mortels 'chienne rotative' ou 'bedaine roulante', anticipe subséquemment ce besoin avec sensibilité. Les détails biologiques sont encore peu nombreux : est-ce un mammifère, un reptile ou un insecte ? Elle a un corps long, interminable, cornu et segmenté, ainsi que trois paires de pattes dont les extrémités rappellent le pied humain. Au milieu de la grosse tête ronde, qui est pourvue d'un puissant bec courbé de perroquet, elles ont des yeux en forme de bulbe qui, placées sur des protubérances, dépassent de loin les deux côtés de la tête. En position étirée, l'animal peut, lentement et prudemment, à l'aide de ses six pattes, avancer sur une importante variété de terrains (il peut grimper ou descendre des escaliers raides, progresser péniblement à travers les buissons, ou escalader les rochers). Cependant, lorsqu'il doit couvrir une grande distance et qu'il dispose d'un chemin relativement plat, il pousse sa tête sur le sol et s'enroule sur lui-même à la vitesse de l'éclair, tout en poussant avec ses jambes - pour autant qu'elles touchent encore le sol. En position enroulée, il présente la forme d'un disque, dont les protubérances oculaires constituent l'axe de rotation. En poussant alternativement sur ses différentes paires de pattes, il peut atteindre de grandes vitesses. Parfois, il est souhaitable au cours de la roulade (plus précisément lors de la descente d'une pente ou juste avant d'arriver) de rentrer les jambes pour finir en 'roue libre'. Chaque fois qu'il le veut, il peut revenir à la position de marche de deux façons : soit en détendant brusquement  son corps, mais il est alors allongé sur le dos avec ses jambes en l'air, soit en décélérant progressivement (freinant avec les pieds) et en se déroulant lentement vers l'arrière pour revenir à sa position de départ.

Le texte présente le wentelteefje comme une créature existant réellement. Le style ouvertement scientifique (caractère descriptif, mention de la génération spontanée, interrogations d'ordre biologique) et l’irrationalité du contenu (créature qui s'enroule sur elle-même, termes "chienne rotative/bedaine roulante") font de cette lithographie un éminent représentant de l'art absurde.

## Sources
- Locher, J. L. (2000). The Magic of M. C. Escher. Harry N. Abrams, Inc.  (ISBN 0-8109-6720-0)

- (en) Cet article est partiellement ou en totalité issu de l’article de Wikipédia en anglais intitulé « Curl-up » (voir la liste des auteurs).